# 61. vestlige længdekreds
Den 61. vestlige længdekreds (eller 61 grader vestlig længde) er en længdekreds, der ligger 61 grader vest for nulmeridianen. Den løber gennem Ishavet, Nordamerika, Atlanterhavet, Caribien, Sydamerika, det Sydlige Ishav og Antarktis.